# Pentafluoruro di cromo
Il pentafluoruro di cromo o fluoruro di cromo(V) è il composto binario con formula CrF5. È l'unico alogenuro del cromo nello stato di ossidazione piuttosto inusuale di +5. In condizioni normali è un solido di colore rosso alquanto volatile e fortemente ossidante.

## Struttura
Il pentafluoruro di cromo cristallizza nel sistema ortorombico, gruppo spaziale Pbcm, con costanti di reticolo a = 782,9 pm, b = 753,4 pm  e c = 551,8 pm, quattro unità di formula per cella elementare. La coordinazione dei fluoruri attorno al cromo è sostanzialmente ottaedrica, e sono presenti catene di ottaedri CrF6 legati attraverso atomi di fluoro in posizione cis (vedi figura). La struttura è analoga a quella di VF5. Allo stato gassoso sono presenti molecole CrF5 con struttura dipiramide trigonale distorta, ancora simile a quella di VF5.

## Sintesi
Il pentafluoruro di cromo fu ottenuto per la prima volta nel 1941 da Hans von Wartenberg. Si ottiene per sintesi diretta trattando a 400 °C cromo con fluoro a 200 bar:
{\displaystyle {\ce {2 Cr + 5 F2 -> 2 CrF5}}}

## Proprietà e reattività
Il pentafluoruro di cromo è un composto fortemente ossidante, capace di ossidare lo xeno a XeF2 e XeF4, nonché di ossidare l'ossigeno a diossigenile. CrF5 può formare addotti come CrF5·2SbF5. Inoltre può addizionare uno ione fluoruro per formare l'anione complesso ottaedrico CrF−6, del quale si conoscono sali come [NF4][CrF6], CsCrF6 e NOCrF6.